# 大藤幹夫
大藤 幹夫（おおふじ みきお、1936年8月17日 -2025年2月26日 ）は、日本の日本児童文学研究者。大阪教育大学名誉教授。

## 略歴
大阪市生まれ。大阪教育大学大学院修士課程修了。武庫川女子大学助教授、大阪教育大学助教授、教授、2000年定年退官、名誉教授、大阪総合保育大学教授。1999年、藤本芳則・上田信道と同人を務める季刊『児童文学資料研究』で日本児童文学学会賞特別賞受賞。

## 著書
- 『宮沢賢治童話における色彩語の研究』私家版、1970　のち日本図書センター
- 『日本児童文学史論』くろしお出版 大阪教育大学国語教育学会双書 1981
- 『日本の児童文学 人と作品』大阪市立婦人会館友の会 女性サロン選集 1982

### 編・共編
- 『展望日本の児童文学』編 双文社出版 1978
- 『宮沢賢治童話への招待 作品と資料』万田務共編 おうふう 1995
- 『展望日本の幼年童話』藤本芳則共編 双文社出版 2005

## 注
1. ↑  『現代日本人名録』2002年